# Alžběta Svídnická
Alžběta Svídnická (po 1310 – 8. únor 1348) byla opolská kněžna, manželka knížete Boleslava II. Opolského. Pocházela z rodu slezských Piastovců, byla dcerou svídnického knížete Bernarda a jeho manželky Kunhuty, dcery polského krále Vladislava I. Lokýtka.
Po vymření svídnické větve Piastovců uplatňovali její potomci, jakožto přímí příbuzní knížete Bernarda Svídnického, nárok na Svídnické a Javorské knížectví. Jelikož byla tato knížectví přejata jako bezprostřední pod vládu českých králů, bylo jim nakonec vyplaceno odškodné.

## Manželství a potomci
Provdala se za opolského knížete Boleslava II. s nímž měla několik dětí:
- Vladislav II. Opolský († 8. 5. 1401), opolský kníže a uherský palatin
- Boleslav III. Opolský († 21. 9. 1382), opolský kníže
- Jindřich Opolský († mezi 1356 až 1365), kněz